# Social relation

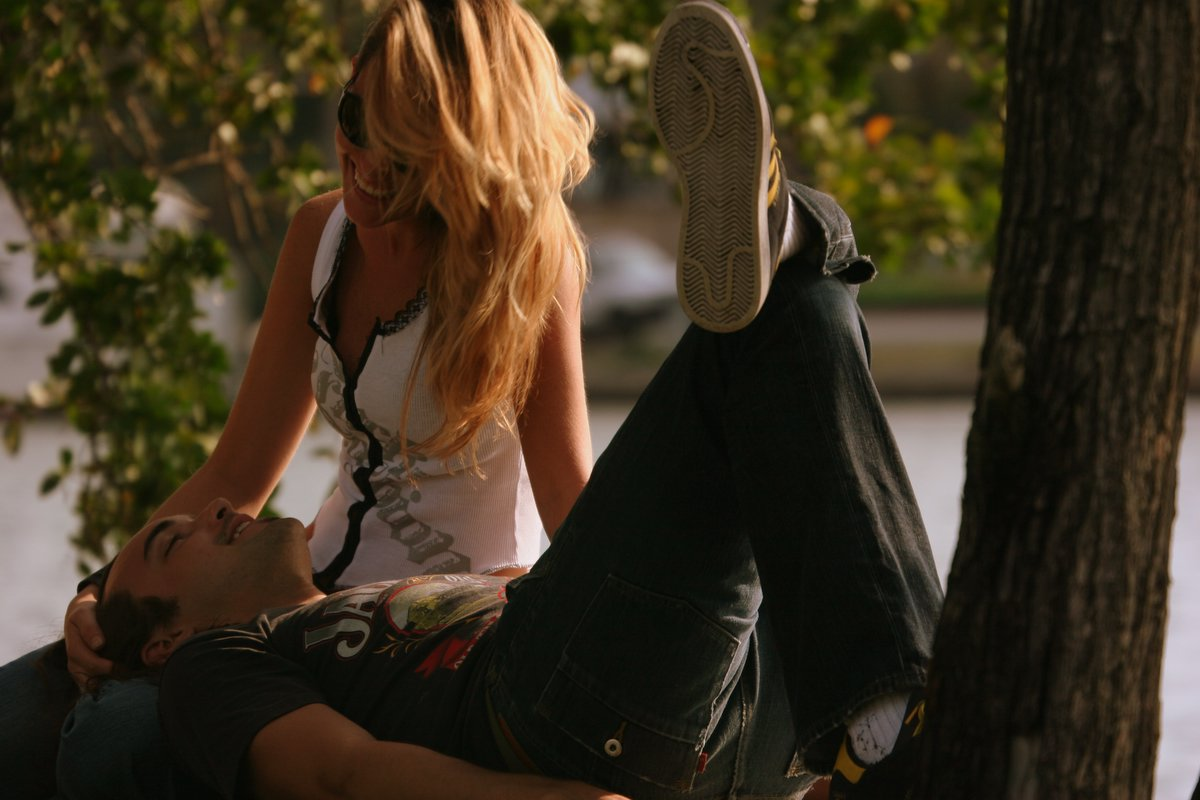
Intima förhållanden är en typ av sociala relationer.

En social relation, ett socialt band, ett mellanmänskligt förhållande eller ett mellanmänskligt samspel är inom samhällsvetenskap och beteendevetenskap det utbyte som finns mellan två eller flera parter, eller mellan grupper av personer. Dessa relationer och mellanmänskliga band kan vara baserade på känslor som kärlek (se samlevnad) och sympati, vanliga affärsförhållanden, eller någon annan typ av sociala engagemang.
Sociala relationer kan förekomma i en mängd olika sammanhang, till exempel i en familj, mellan vänner, giftermål, bekanta, arbete, föreningar, grannskap och religiösa församlingar eller andra typer av gemenskaper. De kan vara reglerade i lagen, genom sociala normer eller samhället som helhet. Även om människor i grunden är sociala varelser så är inte alltid sociala relationer nyttiga. Exempel på onyttiga förhållanden är våld i nära relationer och sexmissbruk.
En social relation ses normalt som en koppling mellan två individer, som ett romantiskt eller intimt förhållande, eller ett förälder-barnförhållande. Individer kan också ha relationer med grupper av människor, till exempel relationen mellan en präst och hans församling, en farbror och en familj, eller en borgmästare och en stad. Till sist kan också grupper och även länder ha relationer med varandra, men det är ett mycket bredare fält än vad som täcks av social relation. De flesta vetenskapliga arbeten om relationer fokuserar på romantiska förhållanden i par. Dessa intima förhållanden är dock bara en liten del av alla sociala relationer. 
Alla relationer innefattar någon nivå av självständighet, men även olika grader av ömsesidighet. Personer i ett förhållande tenderar påverka varandra, dela deras tankar och känslor, samt delta i aktiviteter tillsammans. För att skapa långvariga relationer mellan företag är det viktigt att fokusera på att bygga förtroende och att upprätthålla kommunikation på en hög nivå. På grund av detta ömsesidiga beroende kommer något som förändrar eller påverkar en medlem i relationen i någon grad också påverka den andra medlemmen. Studier av sociala relationer är en del av flera vetenskapliga grenar inom samhällsvetenskap, inklusive sociologi, psykologi, antropologi och socialt arbete.